# Saint-Vincent-Rive-d’Olt
Saint-Vincent-Rive-d’Olt – miejscowość i gmina we Francji, w regionie Oksytania, w departamencie Lot. W 2020 roku populacja gminy wynosiła 445 mieszkańców. Przez teren gminy przepływa rzeka Lot. 